# 紋背鱉
紋背鱉（學名：Chitra chitra）是小頭鱉屬的模式種，是泰國的特有種。曾廣泛分佈，但因被大量捕獵作寵物及食用而變得瀕危，目前在IUCN紅色名錄分類下的極危物種。受《華盛頓公約》附錄二所保護。